# فرنسيسكو غونزاليس
فرنسيسكو غونزاليس (بالإسبانية: Francisco Javier González Muñoz)‏ (1 فبراير 1989 قرطبة إسبانيا - ) هو لاعب كرة قدم إسباني يلعب كمدافع.

## روابط خارجية
- فرنسيسكو غونزاليس على موقع قاعدة بيانات كرة القدم.إي يو (الإنجليزية)
- فرنسيسكو غونزاليس على موقع Soccerway.com (الإنجليزية)
- فرنسيسكو غونزاليس على موقع عالم كرة القدم.نت (الإنجليزية)
- فرنسيسكو غونزاليس على موقع AS.com (الإسبانية)